# Дияволи Россонері Мілан
Хокейний клуб «Дияволи Россонері Мілан» (італ. Hockey Club Diavoli Rossoneri Milano) — хокейний клуб з міста Мілан, Італія. Заснований у 1933 році.

## Історія
Команда була заснована в 1933 році, коли «Excelsior Milano» (заснований у 1930 році) грав — без особливого успіху в чемпіонатах (1930—31, 1931—32 і 1932—33 років) та зрештою став частиною ФК Мілан.
Перша участь «Дияволи Россонері Мілан» в чемпіонаті Італії відбулась у 1933—34 роках, двома командами. У ті роки, Мілан був, без сумніву столицею італійського хокею. Перше скудетто здобули в наступному сезоні, і ще одне через рік.
Перше злиття з ХК «Мілан» відбулось на замовлення федерації, у 1937 році, цей клуб був домінуючим у чемпіонаті перед Другою світовою війною.
Після війни, команди розділилися знову, і продовжували володарювати у чемпіонаті, за 9 сезонів між 1947 і 1955 сім чемпіонатів виграв ХК «Мілан» і 2 рази дияволи: (1948 — 49 і 1952 — 53).
1956 рік був не тільки часом проведення Зимових Олімпійських ігор в Кортіна-д'Ампеццо⁣, але і кризою в обох хокейних клубах Мілана. За рішенням президента FISG Ремо Вігореллі прийнято остаточне злиття дияволів і ХК «Мілан». Так народився ХК «Інтер», які змагалися у двох чемпіонатах (перемога у 1957-58), а потім перейменовані в ХК «Мілан Девілс‎», у 1984 році була спроба відродити «Дияволи Россонері Мілан», але FISG не дозволило зробити цього.

## Досягнення
Володар Кубка Шпенглера 1934, 1935 та 1950 років.